# 一ノ瀬聖崇
一ノ瀬 聖崇（いちのせ きよたか、1997年3月14日 - ）は、日本の俳優、タレント。元セントラル子供タレント所属。神奈川県出身。

## 出演

### テレビドラマ
- CHANGE（2008年、フジテレビ）林和人 役
- もしも明日…（2009年、NHK）

### CM
- ダイハツ タント
- 日本郵政 簡易保険・ながいきくん
- 講談社 テレビマガジン

### 映画
- レスラーハンター（2007年、吉本興業）